# Meine Seufzer, meine Tränen

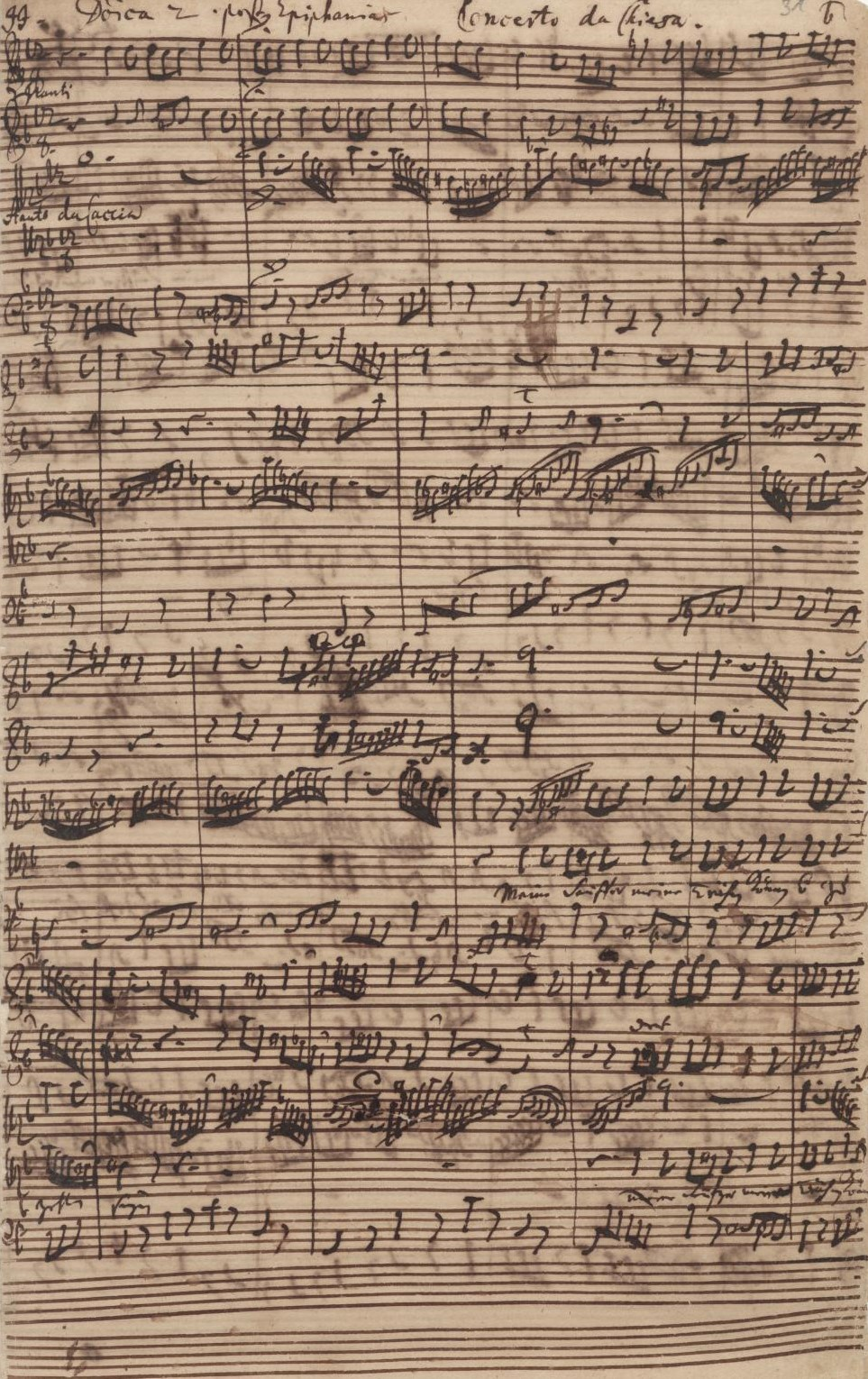
Autographe de l'aria d'ouverture du ténor

Meine Seufzer, meine Tränen (Mes soupirs, mes larmes), (BWV 13), est une cantate de Jean-Sébastien Bach écrite à Leipzig en 1726.

## Histoire et livret
C'était la troisième cantate de l'année. Bach écrivit la cantate chorale durant sa troisième année à Leipzig pour le deuxième dimanche après l'épiphanie et la dirigea le 20 janvier 1726. Pour cette destination liturgique, deux autres cantates ont franchi le seuil de la postérité : les BWV 3 et 155. Les lectures prescrites pour ce jour de fêtes sont tirées de Épître aux Romains,12 :6–16, et de l'Évangile selon Jean, les noces de Cana, 2 :1–11. Le texte des mouvements 1, 2, 4 et 5 est tiré de l'annuaire de cantates de Georg Christian Lehms, publié à Darmstadt en 1711. L'idée unique de l'évangile est la parole de Jésus : « Mon heure n'est pas encore venue ». Le texte est divisé en deux parties de trois mouvements chacune, la première traitant de la détresse de celui qui se sent abandonné, la seconde de l'espoir en l'aide de Dieu. Les deux parties se terminent par un choral. Le troisième mouvement est la deuxième strophe de « Zion klagt mit Angst und Schmerzen » de Johann Heermann, et le choral final est la dernière strophe du poème « In allen meinen Taten » de Paul Fleming. Selon Alfred Dürr, il est peu probable qu'elles aient été exécutées avant et après le service compte tenu de la brièveté de l’œuvre.
Quatre autres cantates ont été également écrites pour l'Épiphanie :
- Liebster Jesu, mein Verlangen (BWV 32)
- Jesus schläft, was soll ich hoffen? (BWV 13)
- Herr, wie du willt, so schicks mit mir (BWV 73)
- Sie werden aus Saba alle kommen (BWV 81)

## Structure et instrumentation
La cantate, nommée par Bach « concerto da chiesa », est écrite pour deux flûtes à bec, un hautbois da caccia (hautbois de chasse), cordes (deux violons, alto et basse continue), quatre solistes (soprano, ténor, alto, basse) et chœur à quatre voix.
Il y a six mouvements :
- aria (ténor) : Meine Seufzer, meine Tränen (ré mineur)
- récitatif (alto) : Mein liebster Gott läßt mich annoch (si bémol majeur)
- chorale (alto) : Der Gott, der mir hat versprochen (fa majeur)
- récitatif (soprano) : Mein Kummer nimmet zu (fa majeur)
- aria (basse) : Ächzen und erbärmlich Weinen (sol mineur)
- choral (chœur) : So sei nun, Seele, deine (si bémol majeur)

## Musique
Meine Seufzer, meine Tränen est souvent considéré comme la plus douloureuse et malheureuses de toutes les cantates de Bach. Celle-ci est pleine de dissonances déchirantes et d'accords non résolus.
Le hautbois de chasse (hautbois da caccia) s'oppose à deux flûtes à bec, aux voix alto et ténor seulement dans le premier vers, son destin solitaire comme un flot ininterrompu de larmes. L'obscurité du fa mineur cède la place à la lumière d'espoir du fa majeur. Après toutes ces complaintes discordantes des solistes, le choral final se termine avec un harmonieux accord, en pleine harmonie avec toutes les voix.
La cantate s'ouvre par une aria, un lamento accompagné de douces flûtes à bec et de l'obscur du hautbois da caccia qui mène souvent. C'est une forme da cappo mais la section centrale est de nouveau divisée en deux parties. La voix montre le « Weg zum Tod » (chemin vers la mort) en plusieurs pas descendants. Alfred Dürr fait valoir que cette composition « illustre combien l'imagination du musicien baroque est particulièrement enflammée par les textes traitant de soupirs et de douleurs ».
Le bref récitatif secco suivant se termine comme un arioso sur les mots « vergeblich flehen » (plaider en vain). Dans le choral, les bois jouent le cantus firmus à l'unisson avec la voix alto tandis que les cordes jouent des figurations indépendantes en fa majeur. Elle illustrent l'espoir bien que le texte précise que l'espoir n'est pas encore en vue. John Eliot Gardiner les définit comme de « confiantes harmonies diatoniques », une « réponse optimiste sans voix » à la « prière de réconfort de la voix ». Un deuxième récitatif expressif mène à une seconde aria, accompagnée par le premier violon et les flûtes à bec jouant à l'unisson une octave au-dessus. Le texte de lamentation du « Ächzen und erbärmlich Weinen » (gémissements et pitoyables pleurs) est renforcé d'intervalles tels que seconde augmentée, cinquième et septième diminuées. La ritournelle est faite de deux parties bien différentes, l'une de lamentation et l'autre d'espoir. Dans la section centrale, les paroles « wer gen Himmel siehet » (celui qui regarde le paradis) sont accentuées d'un saut d'une octave supérieure. Le choral de conclusion est une disposition en quatre parties de la mélodie de « O Welt, ich muss dich lassen » de Heinrich Isaac qui figure deux fois dans la Passion selon saint Matthieu dans les mouvements 10 (« Ich bin's, ich sollte büßen ») et 37 (« Wer hat dich so geschlagen »),.

## Sources
- (en) Cet article est partiellement ou en totalité issu de l’article de Wikipédia en anglais intitulé « Meine Seufzer, meine Tränen, BWV 13 » (voir la liste des auteurs).
- Gilles Cantagrel, Les cantates de J.-S. Bach, Paris, Fayard, mars 2010, 1665 p.  (ISBN 978-2-213-64434-9)